# Rối loạn tâm thần do chất kích thích
Rối loạn tâm thần do chất kích thích là một rối loạn tâm thần đặc trưng bởi các triệu chứng loạn thần (ví dụ ảo giác, hoang tưởng, hoang tưởng, suy nghĩ vô tổ chức, hành vi vô tổ chức) bao gồm và thường xảy ra sau khi dùng quá liều thuốc kích thích tâm thần;  tuy nhiên, nó cũng đã được báo cáo xảy ra ở khoảng 0,1% cá nhân, hoặc 1 trên 1.000   những người, trong vài tuần đầu tiên sau khi bắt đầu điều trị bằng amphetamine hoặc methylphenidate.
Các tác nhân gây bệnh phổ biến nhất là amphetamine thay thế, bao gồm cả cathinone thay thế, cũng như các chất ức chế tái hấp thu dopamine nhất định như cocaine hoặc methylphenidate.

## Dấu hiệu và triệu chứng
Các triệu chứng của rối loạn tâm thần kích thích khác nhau tùy thuộc vào thuốc uống, nhưng thường liên quan đến các triệu chứng rối loạn tâm lý hữu cơ như ảo giác, ảo tưởng, hoang tưởng và rối loạn suy nghĩ. Các triệu chứng khác có thể bao gồm hưng cảm, hành vi thất thường và hung hăng.

## Nguyên nhân

### Amphetamines thay thế
Các loại thuốc thuộc nhóm amphetamine, hoặc amphetamine thay thế, được biết là gây ra "rối loạn tâm thần amphetamine" điển hình khi lạm dụng mãn tính hoặc sử dụng ở liều cao. Trong một nghiên cứu của Úc trên 309 người sử dụng methamphetamine hoạt động, 18% đã trải qua một rối loạn tâm thần ở mức độ lâm sàng trong năm qua. Các amphetamine phổ biến bao gồm cathinone, DOM, ephedrine, MDMA, methamphetamine và methcathinone mặc dù một số lượng lớn các hợp chất như vậy đã được tổng hợp. Methylphenidate đôi khi được bao gồm không chính xác trong lớp này, mặc dù vậy nó vẫn có khả năng tạo ra rối loạn tâm thần kích thích.
Các triệu chứng của rối loạn tâm thần amphetamine bao gồm ảo giác thính giác và ảo giác thị giác, ảo tưởng vĩ cuồng, ảo tưởng về sự bắt bớ và ảo tưởng tham chiếu đồng thời với cả ý thức rõ ràng và kích động cực độ nổi bật. Một nghiên cứu của Nhật Bản về sự phục hồi từ rối loạn tâm thần methamphetamine đã báo cáo tỷ lệ phục hồi 64% trong vòng 10   ngày tăng lên tỷ lệ phục hồi 82% ở mức 30   vài ngày sau khi ngừng methamphetamine. Tuy nhiên, có khoảng 51515% người dùng không thể phục hồi hoàn toàn trong thời gian dài. Hơn nữa, ngay cả ở một liều nhỏ, rối loạn tâm thần có thể nhanh chóng được lặp lại.  Căng thẳng tâm lý xã hội đã được tìm thấy là một yếu tố nguy cơ độc lập cho tái phát tâm thần ngay cả khi không sử dụng amphetamine thay thế trong một số trường hợp nhất định.